# The Dream Girl (film 1914)
The Dream Girl è un cortometraggio muto del 1914 diretto da Tom Santschi.

## Produzione
Il film fu prodotto dalla Selig Polyscope Company.

## Distribuzione
Distribuito dalla General Film Company, il film - un cortometraggio in due bobine - uscì nelle sale cinematografiche statunitensi il 12 ottobre 1914.